# Emma Cheeseman

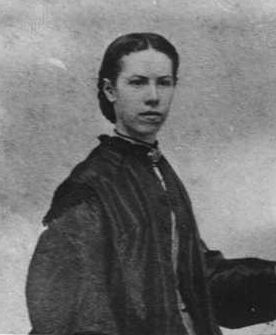
Emma Cheeseman
(Datum nicht bekannt)

Emma Cheeseman (* 4. November 1846 in England; † 2. Oktober 1928 in Remuera, Neuseeland) war eine neuseeländische Aquarellistin und Taxidermistin.

## Frühes Leben
Emma Cheeseman wurde am 4. November 1846 als älteste Tochter von Reverent Thomas Cheeseman, einem bekannten Methodisten, in England geboren. Sie hatte vier Geschwister, zwei Schwestern und zwei Brüder. Über ihre Kindheit und Schulbildung ist nichts bekannt.

## Neuseeland
1854 emigrierte Cheeseman mit seiner gesamten Familie nach Neuseeland, in der Hoffnung, dass sein Halsleiden durch ein besseres Klima dort geheilt werden könnte. Von London aus reisten sie mit der Bark Artemisis und erreichten am 4. April 1854 den Hafen von Auckland.
Emmas Bruder Thomas Frederic Cheeseman wurde Botaniker, war aber auch in Zoologie und Ethnologie interessiert. Als er Leiter des Auckland Museum wurde, arbeiteten seine drei Schwestern ihm zu, wobei Emma sich auf dem Gebiet der Taxonomie spezialisierte und auch wie ihre beiden Schwestern ihre Kunst des Zeichnens und Malens dazu nutzte, Pflanzen in ihren Aquarellen abzubilden. Des Weiteren präparierte Emma Vögel, die zuvor von ihrem zweiten Bruder, William Joseph Cheeseman, geschossen und gesammelt wurden. Frauen waren zu der Zeit, als Emma wirkte, von der wissenschaftlichen Gesellschaft ausgeschlossen, doch als Emmas Bruder Thomas im Jahr 1882 Gründungssekretär des Auckland Naturalists Field Club wurde, konnte Emma mit ihren beiden Schwestern ebenfalls Mitglied der Gesellschaft werden. 1899 reiste Emma zusammen mit ihrem Bruder Thomas zu den Cook Islands. Er reiste im Auftrag der neuseeländischen Regierung.
Emma war eine begabte Künstlerin, die ihrem Bruder im Museum zuarbeitete und da das Museum Schwierigkeiten hatte, Präparatoren für Tiere zu finden, übernahm Emma ebenfalls diese Aufgabe, was eine ungewöhnliche Tätigkeit für Frauen ihrer Zeit war.
Emma Cheeseman verstarb am 2. Oktober 1928 in Remuera.